# Vezzano Ligure
Vezzano Ligure là một đô thị ở tỉnh La Spezia trong vùng Liguria của Ý, có cự ly khoảng 80 km về phía đông nam của Genoa và khoảng 7 km về phía đông bắc của La Spezia. Tại thời điểm ngày 31 tháng 12 năm 2004, đô thị này có dân số 7.345 người và diện tích là 18,4 km².
Đô thị Vezzano Ligure có các frazioni (các đơn vị dân cư cấp dưới, chủ yếu là các làng) Bottagna, Corea, Fornola, Lago Scuro, Piano di Valeriano, Piano di Vezzano I, Piano di Vezzano II, Prati di Vezzano, Sarciara, và Valeriano.
Vezzano Ligure giáp các đô thị sau: Arcola, Bolano, Follo, La Spezia, Santo Stefano di Magra, Sarzana.